# Algot Andersson
Elis Algot Herbert Andersson, född 29 maj 1904 i Nyköping, död 25 november 1992 i Lund, var en svensk skolledare och socialdemokratisk politiker.
Han föddes i Nyköping, men familjen flyttade till Oxelösund då han var endast 10 månader gammal. Han arbetade på järnverket i Oxelösund fram till 1937 där han även var aktiv i SSU och avdelningsordförande på Metall.
Åren 1937–1944 var han föreståndare för SSU:s nyinrättade förbundsskola Bommersvik. Därefter blev han assistent på Ljungaskogs ungdomsvårdsskola i Örkelljunga. Han var också konsulent på socialstyrelsen en tid. År 1950 blev han rektor för Råby yrkesskola i Lund. Han var kommunalpolitiskt aktiv i Lund med uppdrag i kommunfullmäktige och som socialnämndens ordförande och ledamot i skolstyrelsen. Han gick i pension från sin rektorstjänst 1964 och från politiken 1974.
Algot Andersson är gravsatt i minneslunden på Norra kyrkogården i Lund.